# Kim Il-sung
Dans ce nom coréen, le nom de famille, Kim, précède le nom personnel.
Pour les articles homonymes, voir Kim.
Kim Il-sung (en coréen : 김일성, prononcé : /kim.il.s͈ʌŋ/), retranscrit parfois sous la forme Kim Il-Seung ou Kim Il-Sŏng, né le 15 avril 1912 et mort le 8 juillet 1994, est un homme d'État nord-coréen. Fondateur et premier dirigeant de la Corée du Nord en 1948, il dirigea le pays jusqu'à sa mort. En 1998, l'Assemblée populaire suprême le proclame « président éternel de la République ».
Kim Il-sung occupa les postes de Premier ministre de 1948 à 1972 et de président de la République à partir de 1972, tout en dirigeant sans interruption jusqu'à sa mort le Parti du travail de Corée. Fondateur d'un régime totalitaire et autocratique, il établit un système politique basé sur l’idéologie du juche, une forme de socialisme et de communisme qui intègre un nationalisme coréen prononcé. Le juche prône l'autosuffisance économique et politique, mettant l’accent sur l’indépendance totale vis-à-vis des influences extérieures. Il était couramment désigné du titre de Dirigeant Suprême (위대한 수령, widaehan suryŏng). Il fut surnommé le « président éternel » ou « professeur de l'humanité tout entière ». Son fils Kim Jong-il lui succéda à la tête du parti et du régime. Son petit-fils, Kim Jong-un, est l'actuel dirigeant de la Corée du Nord ce qui, sur trois générations, fait de la famille Kim la première dynastie communiste de l'histoire.

## Jeunesse

### Naissance

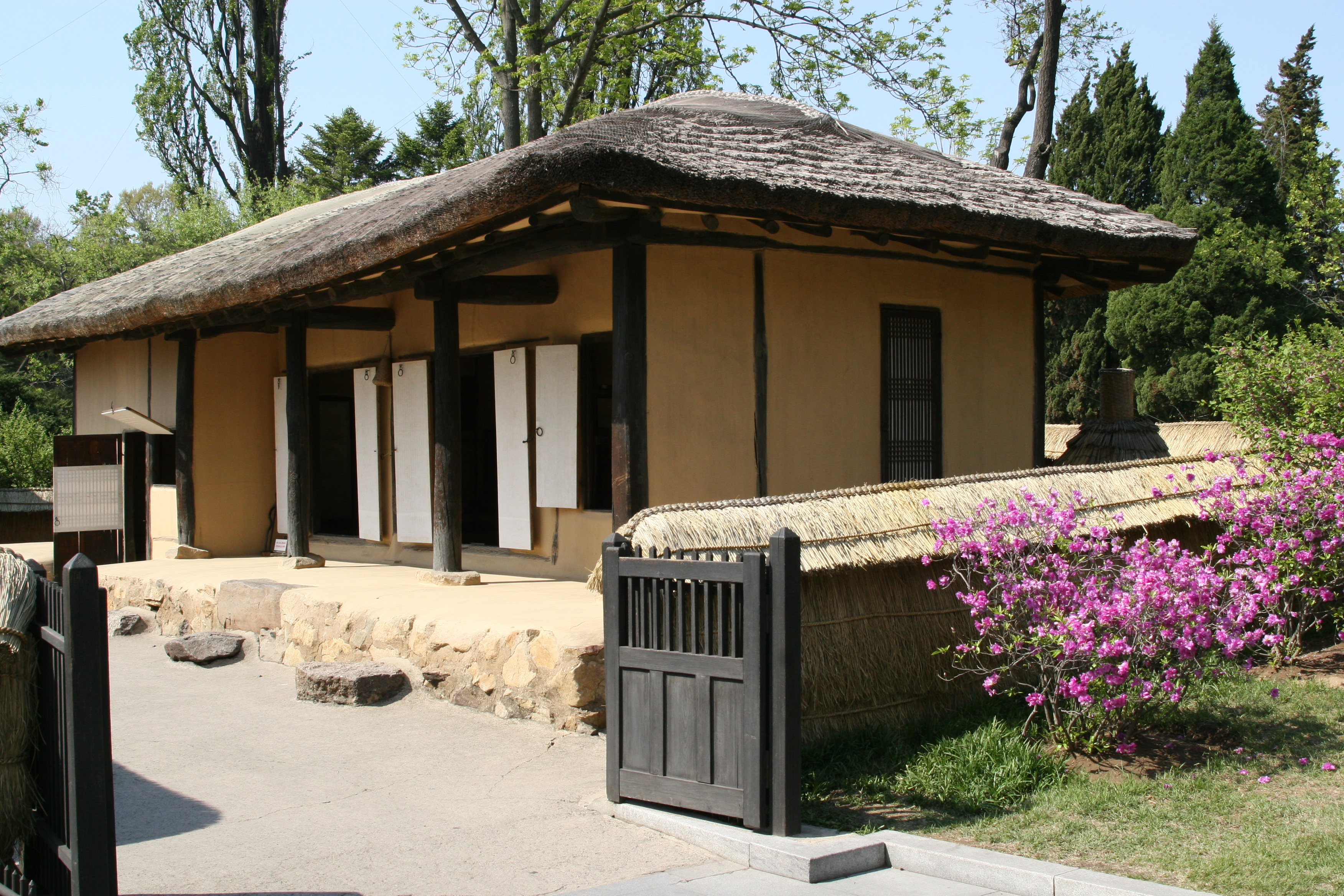
La maison où est né Kim Il-sung.

Né sous le nom de Kim Song-ju (« le pilier du pays ») à Pyongyang, dans une famille chrétienne presbytérienne pratiquante (il fréquenta les services religieux pendant son adolescence avant de devenir athée plus tard dans sa vie), Kim Il-sung est l'aîné de trois fils. Il est le fils de Kim Hyong-jik (1894-1926) et de Kang Pan-sok (1892-1932), tous deux militants indépendantistes anti-japonais. Ses frères cadets sont Kim Chol-ju (1916-1935) et Kim Yong-ju (1920-2021). Kim Chol-ju meurt au combat contre les occupants japonais, tandis que Kim Yong-ju est impliqué dans le régime de son frère et sera considéré comme un successeur potentiel avant de tomber en disgrâce,. En 1920, sa famille s'installe en Mandchourie, où il passe l'essentiel de sa jeunesse et de sa scolarité.

### Adolescence

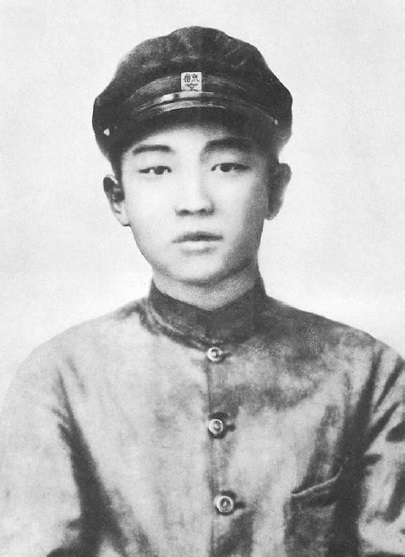
Kim Il-sung en 1927.

En 1929, il est exclu de son école, sans doute à la suite de sa participation à une petite organisation communiste. Il est possible qu'il ait fait un temps de prison pour cette participation, mais c'est peu après qu'il change de nom et c'est en 1932 qu'il rejoint ou organise un premier groupe de résistants à l'occupant japonais qui a transformé la Mandchourie en Manchoukouo. Comme d'autres groupes de partisans coréens et parlant mandarin, il s'intègre aux forces communistes chinoises qui s'organisent peu à peu entre 1931 et 1935 pour combattre les Japonais. C'est au sein de la Seconde Armée, surtout active dans l'est de la Mandchourie, que Kim s'illustre et se hisse au grade de commandant de division (une centaine d'hommes), mais le fait d'armes qui lui vaut d'être reconnu par les Japonais comme un des résistants les plus notoires est le raid sur Pochonbo, une ville coréenne, qu'il organise le 4 juin 1937 en coordination avec une association de résistance locale. Il occupe la ville une journée avant de se retirer en Mandchourie, poursuivi par des policiers japonais qu'il défait dans une embuscade.
C'est à cette époque qu'il rencontre son épouse Kim Jong-suk, qui est également la mère de Kim Jong-il. Née le 24 décembre 1919, elle est également de ces Coréens installés en Mandchourie et semble avoir rejoint la guérilla communiste dès 1935.

### Seconde Guerre mondiale
En 1940, alors que les forces japonaises lancent une offensive destinée à liquider la guérilla communiste, Kim devient commandant d'une des trois Armées plus particulièrement actives dans le sud de la Mandchourie. Dans les combats qui s'ensuivent, la guérilla est balayée, et Kim est le seul commandant qui n'est pas tué ou capturé. Poursuivi par les Japonais qui sont renseignés par des résistants capturés, dont l'ancien supérieur de Kim, il finit par se replier en 1941 en Union soviétique avec ce qui reste de sa division et est intégré dans une unité internationale de l'Armée rouge où il atteint le grade de capitaine ou de major. Il existe des rapports sur des incursions de Kim en Mandchourie, mais il ne semble pas avoir participé aux combats qui suivent la déclaration de guerre de l’URSS et l’invasion du Mandchoukuo par les forces soviétiques le 8 août 1945. C'est donc dans un Pyongyang occupé par les Soviétiques qu'il débarque le 19 septembre 1945 avec son groupe de résistants coréens. Selon certaines sources, lui et ses camarades sont en uniforme de l'Armée rouge, Kim Il-sung portant les insignes de capitaine ou de major.

## Dirigeant suprême de la Corée du Nord

### Arrivée au pouvoir

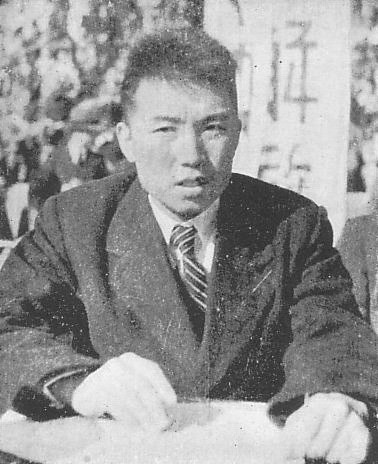
Kim Il-sung en 1946

En septembre 1945, Kim, le plus célèbre des chefs de la résistance, est installé par les Soviétiques à la tête du Comité provisoire du Peuple. Il n'est pas à cette époque le dirigeant du Parti communiste, dont le siège est à Séoul, mais il occupe néanmoins une position influente de par sa lutte contre l'occupant japonais. Leonid Vassin, agent du NKVD, cité par Jasper Becker indique : « Quand Kim est arrivé, nous avons remarqué qu’il ne parlait pas couramment coréen [...] il a reçu l’ordre de lui donner un costume civil, et lui a donné trois jours pour apprendre un discours qui avait été écrit pour lui. Ce discours a été prononcé devant le premier congrès du parti organisé par des vétérans communistes, qui avaient été libérés à la suite de la défaite japonaise. Comme Kim n’avait aucune légitimité ni soutien, le NKVD a préféré lui créer son propre parti, le Parti du travail. Très vite, ils ont contraint les autres partis à fusionner avec lui et brouillé les pistes sur son origine ».

### Débuts à la tête de l’État

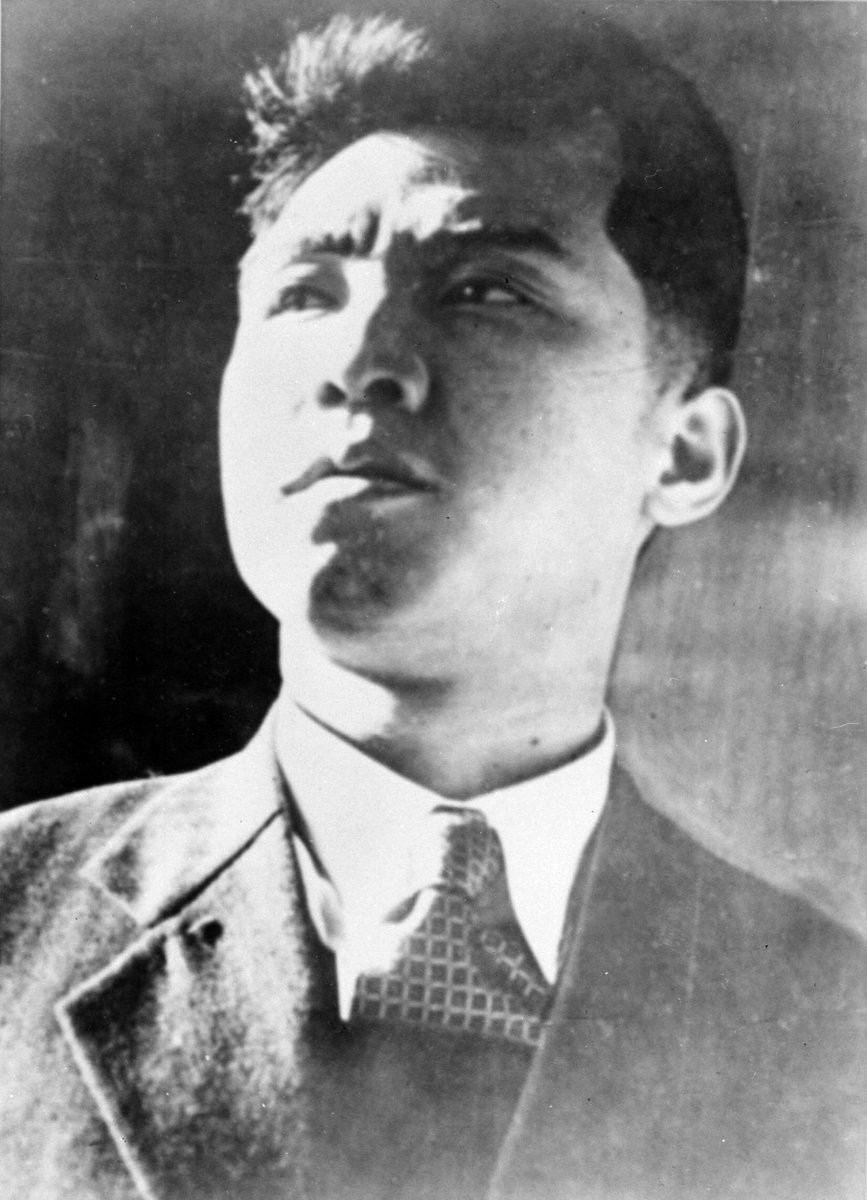
Portrait officiel de Kim Il-sung (1er octobre 1948).

Sa réalisation majeure est la mise sur pied d'une armée professionnelle, l'Armée populaire de Corée (APC), formée à partir des anciens soldats qui avaient acquis une expérience au combat contre les Japonais et plus tard les nationalistes chinois. Avec l'aide de conseillers soviétiques, Kim construit une armée spécialisée dans les tactiques d'infiltration et de guérilla. Avant le déclenchement de la guerre de Corée, Joseph Staline munit l'APC de chars lourds modernes, de camions, d'artillerie et d'armes légères. Kim crée également une armée de l'air, équipée d'abord avec des vieux avions de chasse à hélice de l'URSS. Les futurs pilotes nord-coréens sont envoyés en Union soviétique et en Chine pour se former sur des MiG-15 dans des bases secrètes.
Au départ, les élections parrainées par les Nations unies en mai 1948 doivent permettre de réunifier la Corée, mais le Sud se déclare comme un État (la république de Corée), et le Nord suit le 9 septembre en proclamant la république populaire démocratique de Corée, avec Kim comme Premier ministre. Le 12 octobre, l'Union soviétique reconnaît le régime de Kim Il-sung comme le seul gouvernement légal de la péninsule. Le Parti communiste fusionne avec le Nouveau Parti populaire pour former le Parti du travail de Corée du Nord (dont Kim est l'un des vice-présidents avec Chu Yong-ha (en) et Ho Ka-i). En 1949, ce parti fusionne avec son homologue du sud (Parti du travail de Corée du Sud) pour devenir le Parti du travail de Corée (PTC) avec Kim comme président du parti.

### Consolidation du régime
En 1949, la Corée du Nord devient une démocratie populaire. Tous les partis et organisations de masse sont réunis au sein du Front démocratique pour la réunification de la patrie, entièrement dominé par les communistes. À partir de cet instant, Kim Il-sung commence à développer un culte de la personnalité et se fait appeler le « Grand Dirigeant ». Son règne est caractérisé par la mise en place d'un État totalitaire avec de nombreuses violations des droits humains, incluant de nombreuses exécutions et un vaste réseau de camps de travail,. De plus, la notion de droit de vote n'est pas respectée puisque seul un candidat apparaît sur chaque bulletin de vote,. Par conséquent, les élections ne sont pas libres et constituent un recensement politique,. Il n'y a pas de compétition pour les sièges puisque tous les candidats sont choisis et que tous les sièges sont gagnés par le Front démocratique pour la réunification de la patrie, constituant alors une coalition unique,.
Entre 1946 et 1949, une série de lois (loi sur l'égalité des sexes, réforme agraire, nationalisation de l'industrie) visèrent à la protection des droits des femmes, qui disposent dès lors de droits identiques à ceux des hommes. Elles disposent désormais du droit de voter, d'étudier, reçoivent à travail égal les mêmes salaires que les hommes et bénéficient des mêmes droits sur l'héritage ; les mariages forcés et la prostitution sont interdits, alors que le divorce est légalisé. Néanmoins, cela ne reste qu'une égalité abstraite : la société reste patriarcale et les femmes cumulent la double fonction de travailleuse pour la patrie et de mère.
En 1956, avec Mao Zedong, il refuse la déstalinisation promue par Nikita Khrouchtchev dans son « rapport secret » lors du XXe congrès du Parti communiste de l'Union soviétique. Choisissant de se démarquer du marxisme-léninisme, il reprend à son compte le terme juche (probablement né sous la plume de l'historien nationaliste Shin Chae-ho) à partir du milieu des années 1950. Emprunt de confucianisme, cette idéologie entend associer socialisme, nationalisme ethnico-culturel (en réaction à la colonisation japonaise) et autodétermination de la nation. Le terme est introduit dans la Constitution en 1972. Au début des années 1990, toutes les références au marxisme-léninisme sont gommées au profit du seul juche dans l'idéologie officielle du parti et de l’État.

### Guerre de Corée

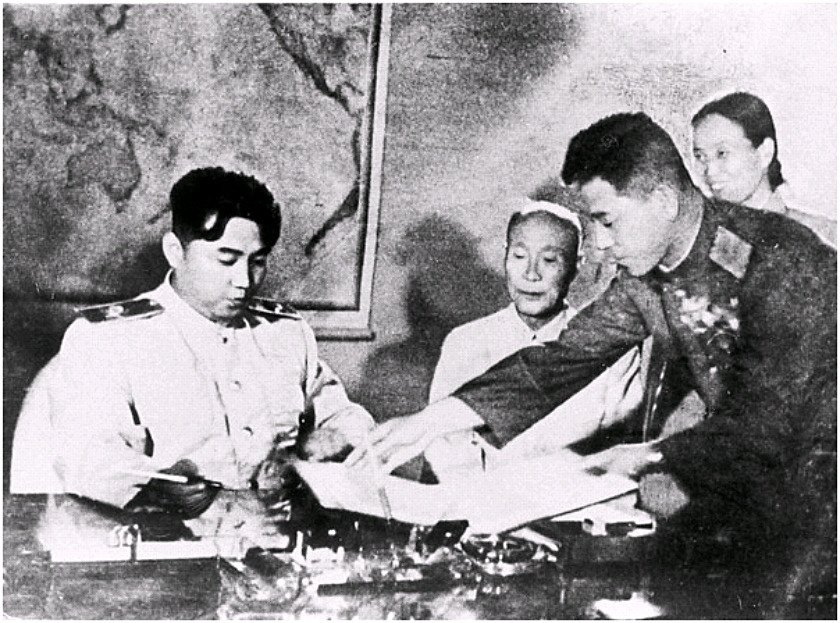
Kim Il-sung signant l'armistice mettant fin à la guerre de Corée en 1953.

Les documents d'archives suggèrent que la décision nord-coréenne d'envahir la Corée du Sud est à l'initiative de Kim plutôt que des Soviétiques,,. Les sources suggèrent que le renseignement soviétique, à travers ses réseaux d'espionnage au sein du gouvernement américain et britannique a obtenu des informations sur les limites des stocks américains de bombes atomiques ainsi que sur des réductions de programmes de défense, ce qui conduit Staline à conclure que l'administration de Truman ne serait pas en mesure d'intervenir en Corée.
La république populaire de Chine approuve à contrecœur l'idée de la réunification de la Corée après avoir été informée par Kim que Staline a approuvé l'action,,. La Chine ne soutiendra pas directement la Corée du Nord jusqu'à ce que les troupes des Nations unies, en grande partie des forces américaines, atteignent la rivière Yalou à la fin de 1950. Au début de la guerre en juin et juillet, les forces nord-coréennes occupent pratiquement tout le sud à l'exception du périmètre de Busan, mais en septembre, les Nord-Coréens sont repoussés par l'attaque menée par les États-Unis. En octobre, les forces de l'ONU ont repris Séoul et envahissent le nord afin de réunifier le pays sous l'égide du Sud. Le 19 octobre, les troupes américaines et sud-coréennes capturent Pyongyang, obligeant Kim et son gouvernement à fuir vers le nord, d'abord à Sinuiju et finalement en Chine.
Le 25 octobre 1950, la Chine, après avoir averti à plusieurs reprises l'ONU de son intention d'intervenir si elle ne stoppait pas son avance, entre en guerre et envoie ses troupes traverser la rivière Yalou. Les troupes de l'ONU sont obligées de se retirer et les troupes chinoises reprennent Pyongyang en décembre et en janvier Séoul. En mars, les forces de l'ONU commencent une nouvelle offensive, reprenant Séoul, mais leur avancée est stoppée juste au nord du 38e parallèle. Après une série d'offensives et de contre-offensives des deux côtés, suivie d'une période épuisante de guerre de tranchées largement statique de l'été 1951 à juillet 1953, le front se stabilise le long de ce qui allait devenir la zone coréenne démilitarisée. Pendant la guerre de position, la Corée du Nord est dévastée par des raids aériens américains causant de grands dommages dans la capitale et ailleurs dans le pays. Au moment de l'armistice, 3,5 millions de Coréens des deux côtés ont péri dans le conflit.
Pendant la guerre, Kim Il-sung semble avoir voyagé en Chine et en Union soviétique, cherchant un moyen de mettre fin au conflit. Les documents chinois et russes de l'époque révèlent que Kim est devenu impuissant à unifier la Corée sous sa direction et qu'il souffre que son armée soit reléguée en seconde ligne, la majorité des combats étant livrés par l'armée populaire de Chine.

### Un règne sans partage
Après la guerre de Corée, le pays est dévasté. Kim Il-sung consolide son pouvoir et lance immédiatement un effort de reconstruction nationale. Il établit un vaste plan économique de cinq années introduisant une économie planifiée comprenant le contrôle total de l'industrie par l'État ainsi que la collectivisation des terres. La consolidation de son pouvoir passe également par la création du système de caste songbun, inspiré du confucianisme, qui divise la population en cinq groupes : spécial, normal, de base, complexe et hostile en fonction du degré supposé de sympathie de chaque personne envers le régime. Chaque personne est classée en fonction de ses caractéristiques politiques, sociales et économiques. Le système a une influence sur de nombreux aspects de l'existence d'un individu au sein de la société nord-coréenne, y compris l'accès à l'éducation, au logement, à l'emploi, au rationnement de la nourriture, à la possibilité de rejoindre le parti au pouvoir et même où une personne est autorisée à vivre. Un grand nombre de personnes appartenant à la classe dite hostile, comprenant des intellectuels, des propriétaires terriens et d'anciens partisans du gouvernement d'occupation japonais pendant la Seconde Guerre mondiale, sont relogées de force dans les provinces pauvres et isolées du Nord. Lorsque la famine toucha le pays dans les années 1990, les personnes vivant dans ces communautés marginalisées et isolées ont été les plus durement touchées. Ce système ne détermine pas le niveau de vie de chaque individu : un commerçant prospère peut appartenir à la classe la plus basse, tandis qu'un paysan pauvre peut appartenir à la classe la plus haute. En revanche, les personnes identifiées comme hostiles ne pourront s'établir dans la capitale ou à proximité des frontières, pas plus qu'elles ne pourront adhérer au Parti du travail (indispensable pour accéder à des fonctions à responsabilité dans l'administration) ou exercer dans l’enseignement ou la police. L'appartenance d'une personne à telle ou telle caste peut changer au cours de sa vie : par exemple, une tentative de défection entraîne une relégation, tandis que s'engager dans un service militaire long permet de monter dans ce système.
Kim Il-sung punit toute opposition réelle ou supposée par des purges comprenant des exécutions publiques et des disparitions forcées. Les familles des dissidents s'exposent à un reclassement dans le système du songbun. Les camps, connus sous le nom de kwanliso, font partie d'un vaste réseau d'institutions pénales et de travaux forcés, avec des colonies clôturées et fortement surveillées dans les régions montagneuses, où les prisonniers sont forcés d'effectuer des travaux obligatoires telles l'exploitation forestière, l'extraction minière et la récolte. Des centaines de ressortissants étrangers, surtout Sud-Coréens et Japonais, ont été enlevés afin de les intégrer à des missions de renseignement à l'étranger, ou pour exploiter leurs compétences techniques pour entretenir les infrastructures économiques de l'État nord-coréen.
Rapidement, il mena une politique antireligieuse violente. La Constitution reconnaît la liberté religieuse à la condition de ne pas menacer l’État et l'ordre social, mais le clergé a été anéanti au lendemain de la guerre de Corée. Les chamans et les chrétiens, adeptes de la religion des « capitalistes occidentaux », sont persécutés. Il prétendit que la religion était une sorte de superstition et qu'elle « représente une vision du monde antirévolutionnaire et non-scientifique. Elle est comme l'opium. ». En 1955, toutes les organisations religieuses avaient disparu ou étaient passées dans la clandestinité ; elles avaient complètement disparu dans les années 1960. En 1958, une grande campagne antireligieuse est lancée. Depuis lors, 300 000 protestants, 35 000 bouddhistes, 30 000 catholiques et 12 000 chondoïstes ont disparu selon le gouvernement sud-coréen. La ligue bouddhiste nord-coréenne, fondée en décembre 1945, disparaît en 1965 ; la fédération chrétienne nord-coréenne, fondée en novembre 1946, disparaît en 1960. En 1963, pour les catholiques, il ne restait que 20 prêtres et 59 religieuses. L’Église catholique a dénoncé des persécutions, à l'origine de l'ouverture d'un procès en béatification de 53 martyrs morts entre 1949 et 1952. La pratique du Cheondoïsme, qui mêle confucianisme, chamanisme et nationalisme, s'est en revanche poursuivie. Elle est également représentée politiquement avec le Parti Chondogyo-Chong-u (qui participe au Front démocratique pour la réunification de la patrie). Le bouddhisme est également resté influent dans le pays et peut être enseigné dans les universités. Depuis 1992, des édifices religieux peuvent à nouveau être bâtis.

### Modernisation économique et indépendance politique

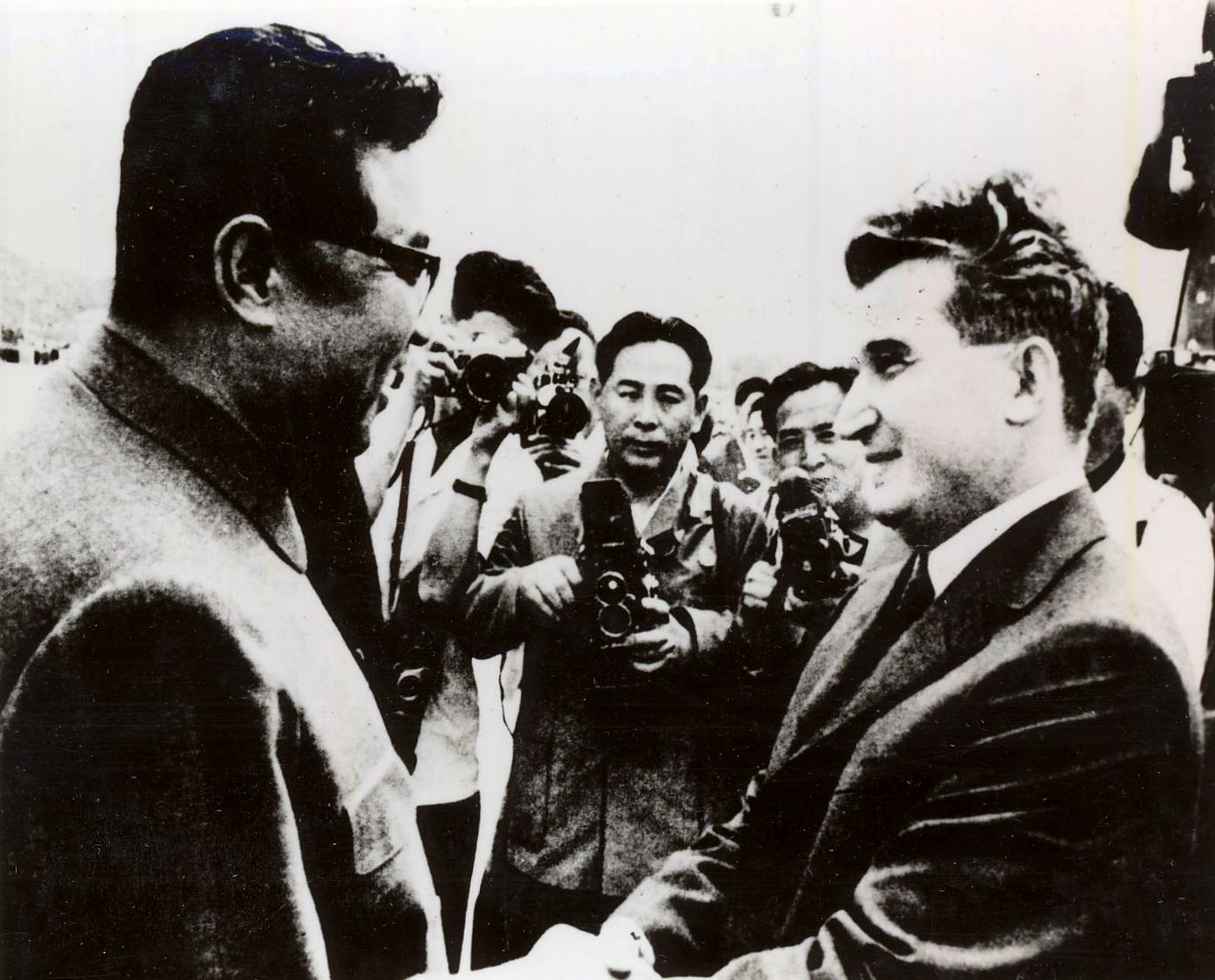
Kim Il-sung et son allié Nicolae Ceaușescu en 1971.

La Corée du Nord reconstruit rapidement son économie en s'industrialisant par le mouvement Chollima, le cheval ailé des légendes coréennes qui parcourait 1 000 li par jour. Cette reconstruction est facilitée par le fait que la très grande majorité des infrastructures industrielles de la péninsule coréenne laissées par le Japon sont localisées dans le Nord, mais ces infrastructures sont presque totalement anéanties durant la guerre de Corée. La Corée du Nord se développe néanmoins plus rapidement que le Sud dans les années 1960, qui est alors en proie à une certaine instabilité politique et à plusieurs crises économiques. Alors que le PNB par habitant s'élevait en 1953 à 86 dollars en Corée du Nord contre 117 pour la Corée du Sud, il grimpe en 1960 à 329 dollars au Nord, alors que la misère persiste dans le Sud (117 dollars),,. En 1970, grâce à un premier plan quinquennal, suivi d'un plan septennal, la Corée du Nord posséde les bases d'une économie socialiste planifiée classique. Elle dispose alors d'une puissante industrie lourde, d'une bonne assise énergétique et de puissants barrages.
L'historien Bruce Cumings note qu'« un rapport interne de la CIA admettait du bout des lèvres les différentes réalisations du régime : les soins apportés aux enfants et notamment aux orphelins ; le "changement radical" du statut de la femme ; le logement gratuit ; les soins médicaux gratuits et la médecine préventive ; des taux de mortalités infantiles et une espérance de vie comparable aux pays les plus avancés ».
Kim Il-sung collectivise entièrement l'agriculture entre 1953 et 1958. Le travail agricole est de type militaire, les paysans travaillant 345 jours par an dans les années 1950. Le pays devient à peu près autosuffisant en 1973 avec 5 millions de tonnes de céréales produites par année. Malgré le principe national de juche prônant un socialisme autosuffisant et une forme d'autarcie, la Corée du Nord reçoit une importante aide chinoise et soviétique après la guerre ce qui lui permet de se moderniser et de s'industrialiser rapidement. Ce grand bond en avant, caractérisé par un fort taux de croissance économique estimé à plus de 10 % par an dans les années 1960, se ralentit à partir des années 1970 puis devient négatif à la fin des années 1980 ou au début des années 1990 sous l'effet de la disparition du bloc communiste qui prive la Corée du Nord de ses partenaires traditionnels. L'État est alors déclaré en cessation de paiement en 1987. En conséquence, Kim Il-sung autorise une très légère libéralisation de l'économie en accordant aux paysans le droit de commercialiser sur les marchés leurs petits lopins de terre individuels (100 m2 par famille). De plus, un troisième plan quinquennal est organisé mais il se solde par un échec cuisant et les autorités reconnaissent publiquement que les objectifs de redressement n'ont pas été atteints. En une trentaine d'années, la Corée du Sud a largement dépassé le Nord en matière de développement économique : à partir de 1968, le Sud commence à égaliser le Nord, puis en 1976, le PNB par habitant est de 464 dollars contre 765 au Sud. Le voisin sudiste s'est stabilisé politiquement et est en train d'émerger comme une puissance économique et industrielle, alimentée par les investissements japonais et américains, l'aide militaire et le développement économique interne. En 1991, la consommation d'énergie par habitant en Corée du Nord est inférieure de 10 % à celle de la Corée du Sud, grâce à ses régions montagneuses riches en ressources minières, déjà mises en valeur par les occupants japonais : fer, or, nickel, zinc, mercure, tungstène et molybdène. La Corée du Nord dispose également de charbon et d'abondantes ressources hydroélectriques aménagées,,.	
Kim Il-sung a défini la diplomatie nord-coréenne selon une politique d'équilibre et d'indépendance à l'égard de ses deux puissants voisins communistes, la Chine et l'URSS, ce qui a longtemps contribué à lui donner une image meilleure que celle d'autres dirigeants socialistes auprès des chefs d'État et de gouvernement occidentaux. Conformément à cette volonté d'indépendance, les troupes soviétiques ont quitté la Corée dès la fin de l'année 1948 et la Corée du Nord n'a jamais adhéré au CAEM.

### Dernières années

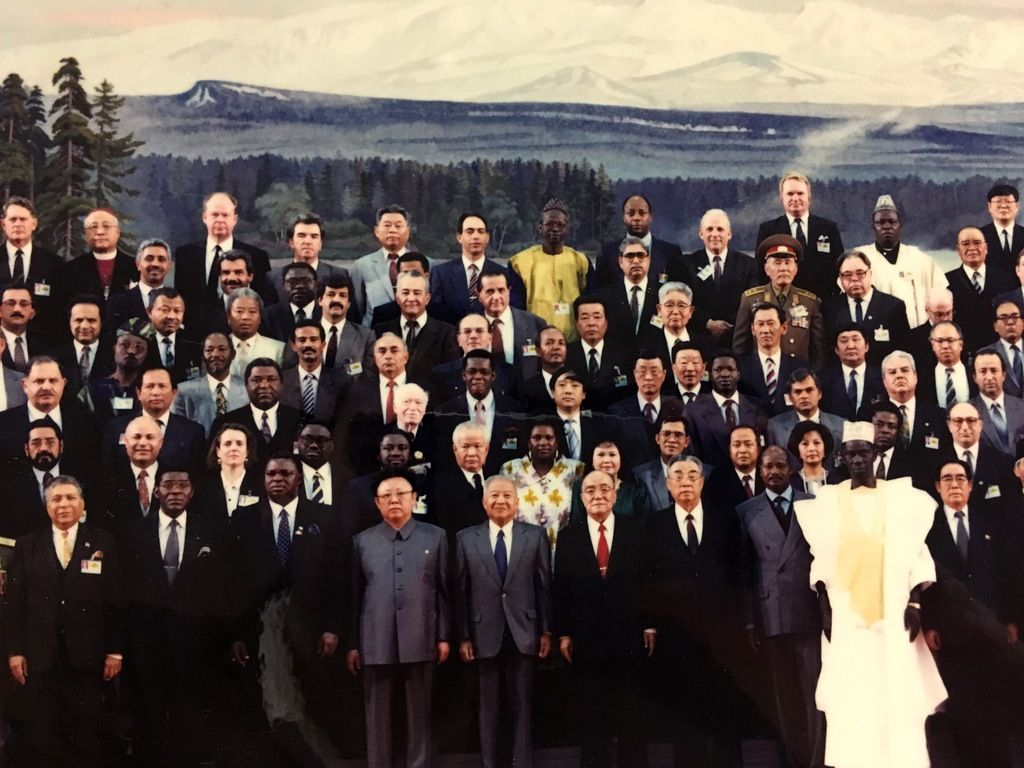
Célébration du 80e anniversaire de Kim Il-sung en présence d'invités internationaux (avril 1992).

Dès 1960, puis à nouveau en 1972, Kim Il-sung a effectué des propositions en vue d'une réunification pacifique de la Corée finalisées dans le projet d'une « république confédérale démocratique de Koryŏ », consistant à proposer (selon une formule pouvant être comparée à celle aujourd'hui envisagée pour la Chine et Taïwan) un seul État pour deux systèmes.
Lors de la dernière année de son règne, la Corée du Nord connaît le début d'une importante famine.

### Mort, deuil et funérailles
Kim Il-sung meurt le 8 juillet 1994 au petit matin à Pyongyang, à l'âge de 82 ans, après avoir régné sans partage sur la Corée du Nord pendant 46 ans. Sa mort, survenue lors d'une attaque cérébrale, a donné lieu à d'immenses scènes de pleurs dans toute la Corée du Nord, souvent interprétées comme surréalistes en Occident. Des récits des réfugiés nord-coréens témoignent toutefois de l'affection sincère des Nord-Coréens envers leur président. Cependant, selon Hwang Jang-yop, les scènes d'émotion étaient causées par la combinaison du culte de la personnalité voué à Kim Il-sung et de la peur de représailles. Ainsi, le parti menait des enquêtes sur l'intensité du chagrin de la population, dont il déduisait la loyauté ; les patients qui ne sortaient pas des hôpitaux et ceux qui continuaient de boire ou de faire la fête après l'annonce de la mort étaient punis. Après sa mort, c'est son fils Kim Jong-il qui lui succède comme Dirigeant suprême. Le 12 juin 1995, Kim Il-sung est inhumé dans le palais du Soleil Kumsusan, où son corps est exposé depuis dans un grand sarcophage en verre. Le 5 septembre 1998, l'Assemblée populaire suprême le proclame « président éternel de la République ».

## Le culte du Grand Dirigeant

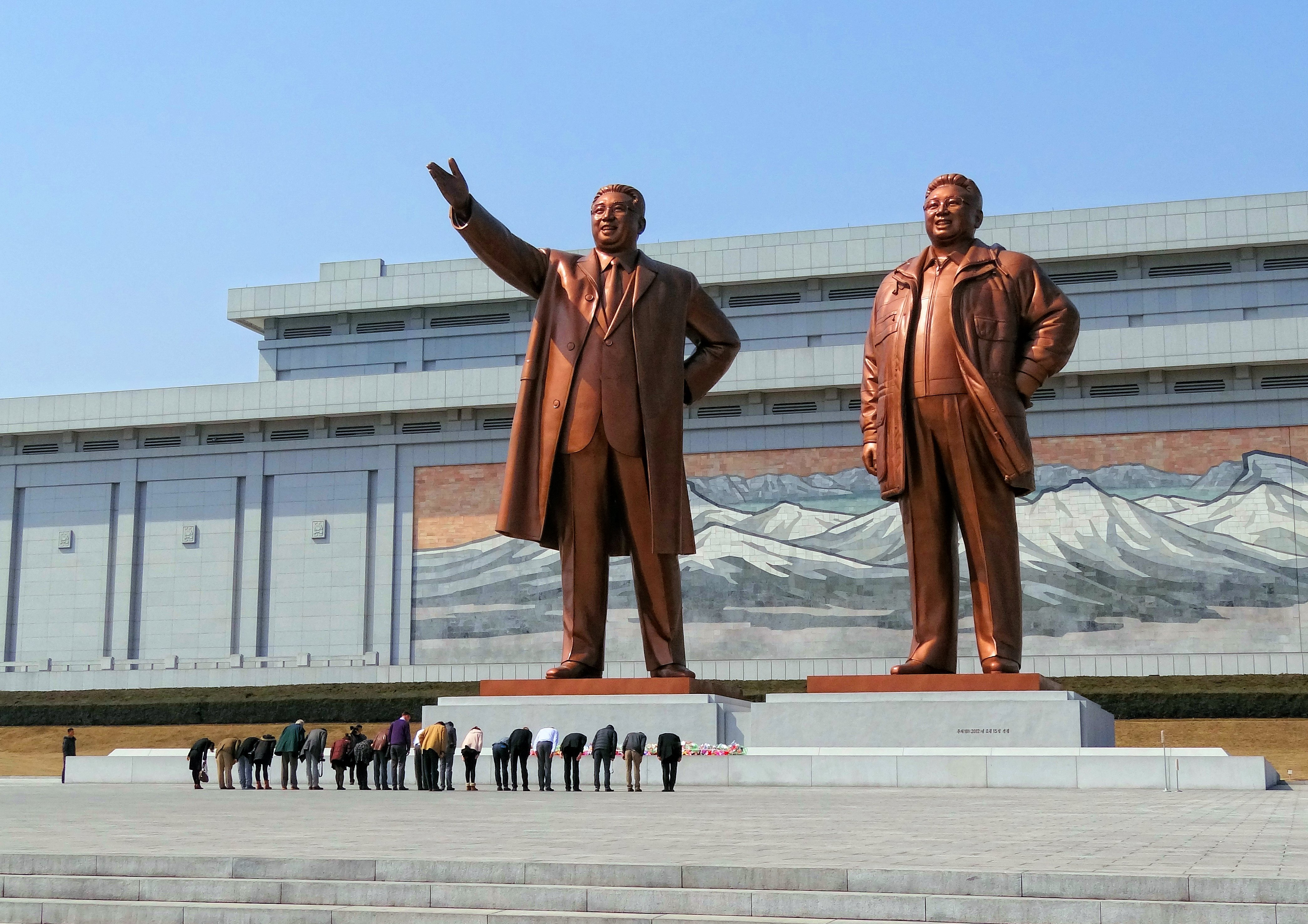
Visiteurs s'inclinant devant les statues de Kim Il-sung et de Kim Jong-il sur la colline Mansu (Pyongyang)

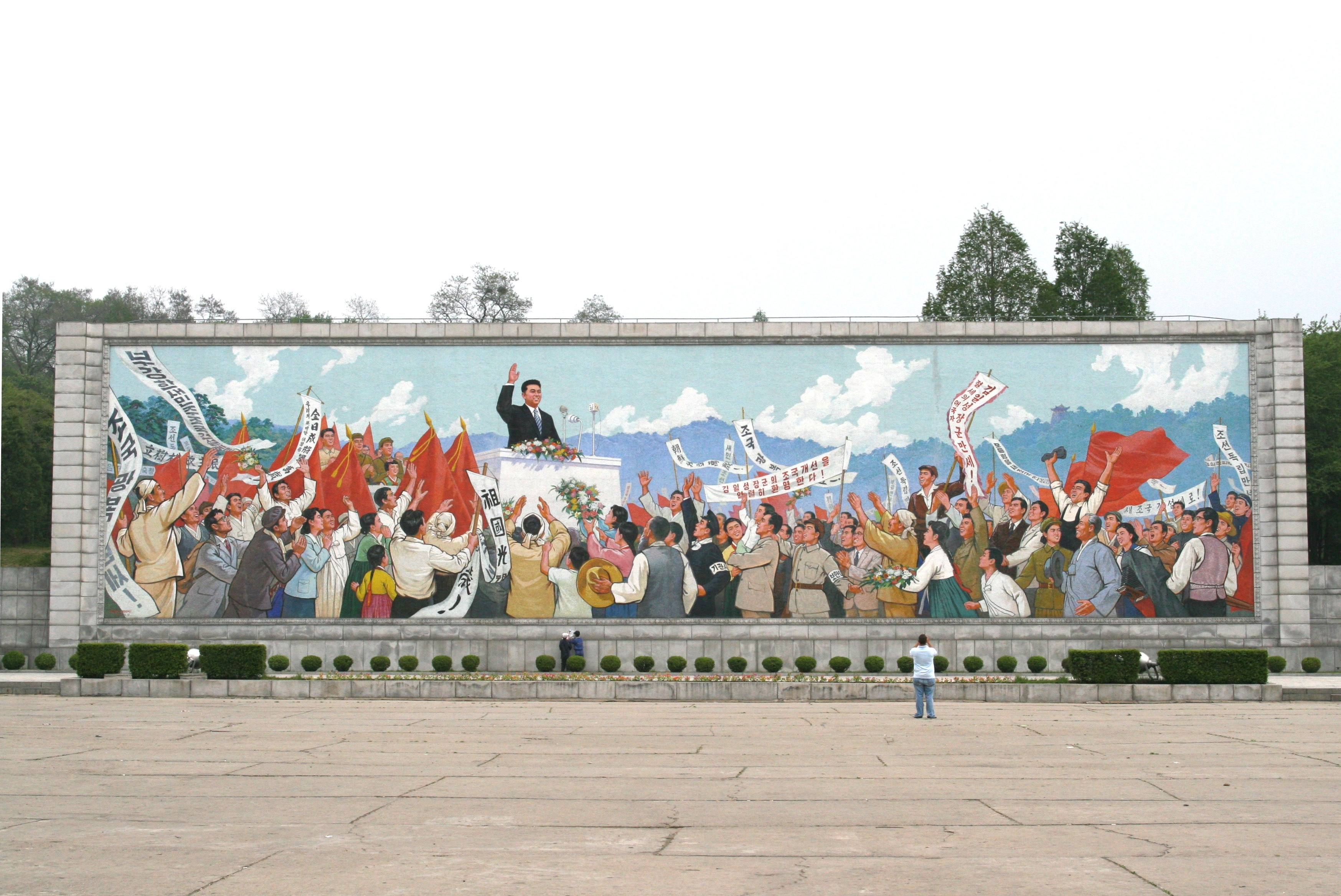
Peinture murale de Kim Il-sung prononçant un discours à Pyongyang

La vénération dont Kim Il-sung a été et est toujours l'objet en Corée du Nord s'inscrit dans une filiation confucéenne qui a déifié les empereurs de Corée et affirmé le principe du respect de l'autorité, des pères et des maîtres. Ce « respect », selon le terme utilisé par les Nord-Coréens, est aussi interprété par les Occidentaux comme un culte de la personnalité propre au stalinisme. Tous les Nord-Coréens portent le badge du grand leader. Son portrait orne l'ensemble des bâtiments officiels et est accroché dans tous les logements privés en Corée du Nord.
Le « grand dirigeant » a reçu le titre posthume, en 1998, de « président éternel ». Le préambule de la Constitution nord-coréenne annonce : « Le président Kim Il-sung, grand Leader, est le Soleil de la nation et le symbole de la réunification du pays. (...) La république populaire démocratique de Corée et le peuple coréen sous la direction du Parti du travail de Corée honoreront éternellement le camarade Kim Il-sung, grand leader, comme président de la République, défendront et développeront ses idées et ses hauts faits pour mener jusqu'à son achèvement l'œuvre révolutionnaire Juche ». Il est le père de Kim Jong-il, « le cher dirigeant » : la Corée du Nord constitue ainsi le premier cas d'une succession dynastique dans un État se réclamant du socialisme, et plus précisément des idées du juche définies par le président Kim Il-sung (le deuxième cas[réf. nécessaire] étant l'accession au pouvoir de Kim Jong-un après la mort de Kim Jong-il en 2011).

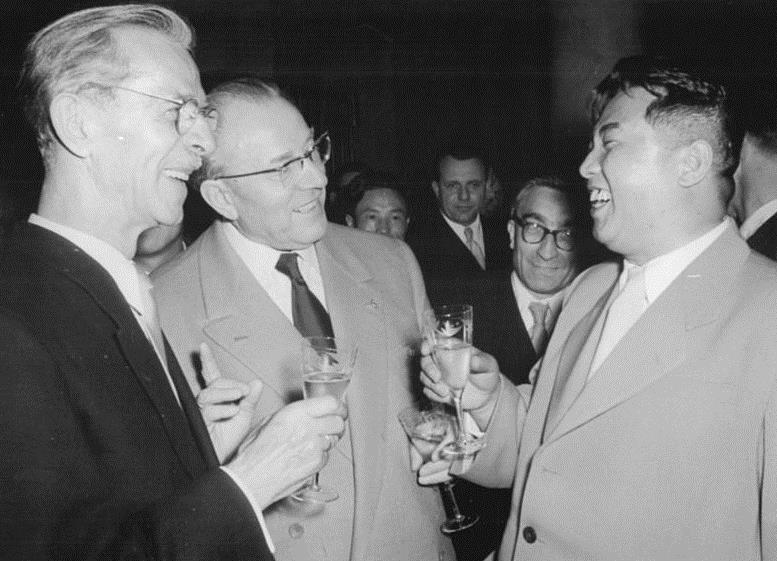
Kim Il-sung en visite d'état en République démocratique allemande, avec Otto Nagel et Otto Grotewohl.

Le corps de Kim Il-sung repose désormais dans le palais du Soleil Kumsusan, ancien palais présidentiel de Pyongyang, transformé pour l'occasion en mausolée. De nombreux Nord-Coréens, notamment les habitants de Pyongyang, vont à l'occasion des dates anniversaires du calendrier révolutionnaire se recueillir devant la dépouille du « président éternel ». Ces rassemblements donnent lieu à de longues files d'attente se poursuivant loin jusqu'à l'extérieur du bâtiment. Ce type de scène rappelle également, à l'époque de l'URSS, les longues processions devant le mausolée de Lénine. Kim Il-sung est l'un des quatre derniers chefs d'État de l'ancien bloc de l'Est avec Lénine, Mao Zedong et Hô Chi Minh à être embaumé et non enterré. Il est possible pour les rares touristes voyageant en RPDC d'aller visiter le site à condition d'en obtenir l'accord préalable des autorités de Pyongyang et d'être vêtus pour l'occasion de manière très formelle, Kim Il-sung restant encore à ce jour[Quand ?] la plus haute personnalité du régime en tant que « président éternel ».
L'ère officielle pour la datation des actes en Corée du Nord débute à la naissance de Kim Il-sung en tant qu'année d'origine de l'ère juche, fixée au 1er janvier et non au 15 avril, date qui est l'une des fêtes nationales de la Corée du Nord
Kim Il-sung — tout comme Kim Jong-il — fait l'objet de chansons patriotiques, d'histoires apprises par cœur dès le plus jeune âge à l'école, ainsi que de chants et de quasi-prières sur les lieux de travail. De nombreuses réalisations monumentales à sa gloire (inscriptions laudatives sur des montagnes, mausolées, musées) sont également l'objet de pèlerinages réguliers, montrés de façon régulière sur la seule chaîne de télévision nationale. Les images du grand leader ainsi que de son fils sont montrées un peu partout en Corée du Nord (notamment dans la rue, dans les écoles, ou dans les rames de métro).
Une orchidée a été baptisée Kimilsungia par référence au président Kim Il-sung.

## Violations des droits de l'homme
Dès que le cessez-le-feu a mis fin à la guerre de Corée, Kim a commencé à purger les personnes soupçonnées d'être dangereuses en Corée du Nord. Les premiers procès visaient les aspirants potentiels à des postes de direction, et il a ordonné l'arrestation et l'assassinat d'anciens compagnons d'armes mandchous et de fondateurs du parti travailliste sud-coréen. Après l'échec de la campagne de prise de force de la Corée du Sud par l'armée en 1953, il décide de purger tous les fonctionnaires pro-soviétiques ou pro-chinois qui tentent de le critiquer. Phil Roberston, directeur adjoint pour l'Asie de Human Rights Watch, a décrit les violations des droits du régime de Kim Il-sung et son recours fréquent à la séparation forcée et aux camps de prisonniers mortels. Dans une interview accordée à Mark Colvin et Brendan Trembath, le transfuge nord-coréen Kim Hye-sook a mentionné que Kim Il-sung avait ordonné la création d'un camp de concentration pour prisonniers politiques en juillet 1969 à Yodok. En 1979, Amnesty International a publié un rapport sur Ali Lameda, un poète vénézuélien qui avait travaillé au ministère de la propagande de la Corée du Nord et qui avait été arrêté pour ses critiques à l'égard du gouvernement du pays. Lameda a décrit le culte que le pays voue à la figure de Kim Il-sung, qui se montre cruel envers tout ce qui va à l'encontre du système nord-coréen.

## Distinctions
- Grand-croix de l'ordre national du Dahomey (1976)[56].

### Bibliographie

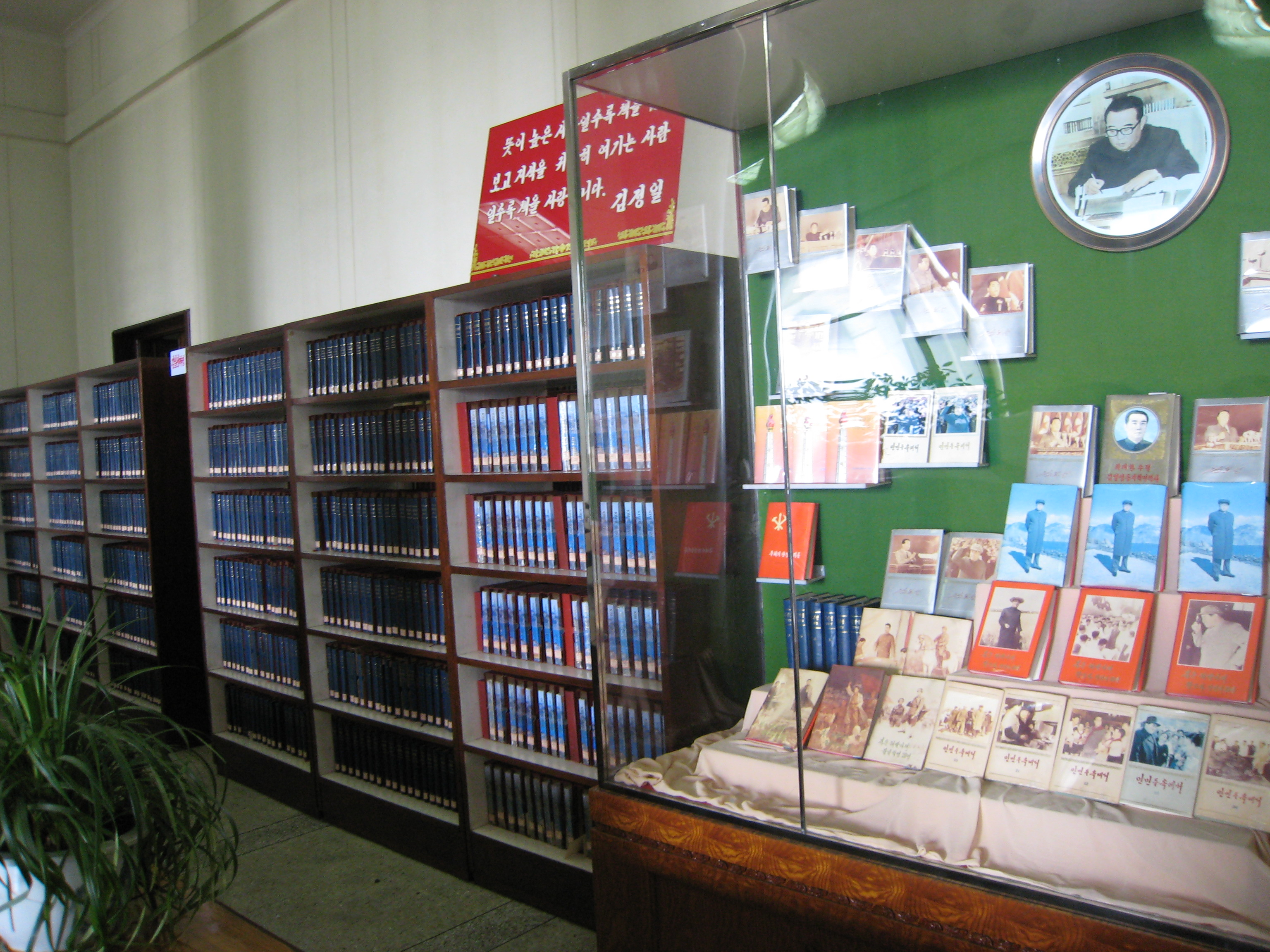
Collection de livres de la lignée du mont Paektu